# 上同调环
代数拓扑中，拓扑空间X 的上同调环是由X的上同调群与上积组成的环。此处，“上同调”指奇异上同调，不过环结构也存在于德拉姆上同调等其他理论中。它也是函子式的：对于空间中的连续映射，可在上同调环上得到反变（contravariant）的环同态。
具体来说，给定X上的上同调群{\displaystyle H^{k}(X;\ R)}序列，其系数在交换环R（一般是Zn、Z、 Q、R、C）中，就可以定义上积：
{\displaystyle H^{k}(X;R)\times H^{\ell }(X;R)\to H^{k+\ell }(X;R).}
上积给出了上同调群
{\displaystyle H^{\bullet }(X;R)=\bigoplus _{k\in \mathbb {N} }H^{k}(X;R).}
的直和的乘法，将{\displaystyle H^{\bullet }(X;R)}变成了环。实际上，它自然是一个N次环，非负整数k为次数。上积保持分次不变。
上同调环是分次交换的，即上积与由分次定义的符号交换。具体地，对度为k、ℓ的纯元素，有
{\displaystyle (\alpha ^{k}\smile \beta ^{\ell })=(-1)^{k\ell }(\beta ^{\ell }\smile \alpha ^{k}).}
上同调环衍生出的一个数值不变量是上积长（cup-length），即度数≥ 1、积不为零的分次元素的最大数目。例如，复射影空间的上积长等于其复维度。

## 例子
- {\displaystyle \operatorname {H} ^{*}(\mathbb {R} P^{n};\mathbb {F} _{2})=\mathbb {F} _{2}[\alpha ]/(\alpha ^{n+1})} where {\displaystyle |\alpha |=1}.
- {\displaystyle \operatorname {H} ^{*}(\mathbb {R} P^{\infty };\mathbb {F} _{2})=\mathbb {F} _{2}[\alpha ]} where {\displaystyle |\alpha |=1}.
- {\displaystyle \operatorname {H} ^{*}(\mathbb {C} P^{n};\mathbb {Z} )=\mathbb {Z} [\alpha ]/(\alpha ^{n+1})} where {\displaystyle |\alpha |=2}.
- {\displaystyle \operatorname {H} ^{*}(\mathbb {C} P^{\infty };\mathbb {Z} )=\mathbb {Z} [\alpha ]} where {\displaystyle |\alpha |=2}.
- {\displaystyle \operatorname {H} ^{*}(\mathbb {H} P^{n};\mathbb {Z} )=\mathbb {Z} [\alpha ]/(\alpha ^{n+1})} where {\displaystyle |\alpha |=4}.
- {\displaystyle \operatorname {H} ^{*}(\mathbb {H} P^{\infty };\mathbb {Z} )=\mathbb {Z} [\alpha ]} where {\displaystyle |\alpha |=4}.
- 据克奈定理，n份{\displaystyle \mathbb {R} P^{\infty }}的笛卡尔积的模2上同调环是一个系数在{\displaystyle \mathbb {F} _{2}}中的n变量多项式环。
- 楔和的退化上同调环是它们的退化上同调环的直积。
- 除了度为0的部分，悬挂（suspension）的上同调环为0。